# Tōkai (Ibaraki)
Tōkai (東海村 Tōkai-mura?) es una villa en la costa del Océano Pacífico,  situada en el Distrito de Naka, de la Prefectura de Ibaraki , en Japón . 
El Distrito de Naka (Ibaraki) tiene la misma extensión que la localidad de Tōkai, tras la desmembración del distrito y formación de la ciudad de Naka el 21 de enero de 2005.
Al 1 de diciembre de 2013, tenía una  población de 37.991 habitantes y una densidad poblacional de 1.010 personas por km². La superficie total es de 37,48 km². 

## Creación de la población
Las villas de Muramatsu e Ishigami fueron creados con el establecimiento del sistema municipal el 1 de abril de 1889.

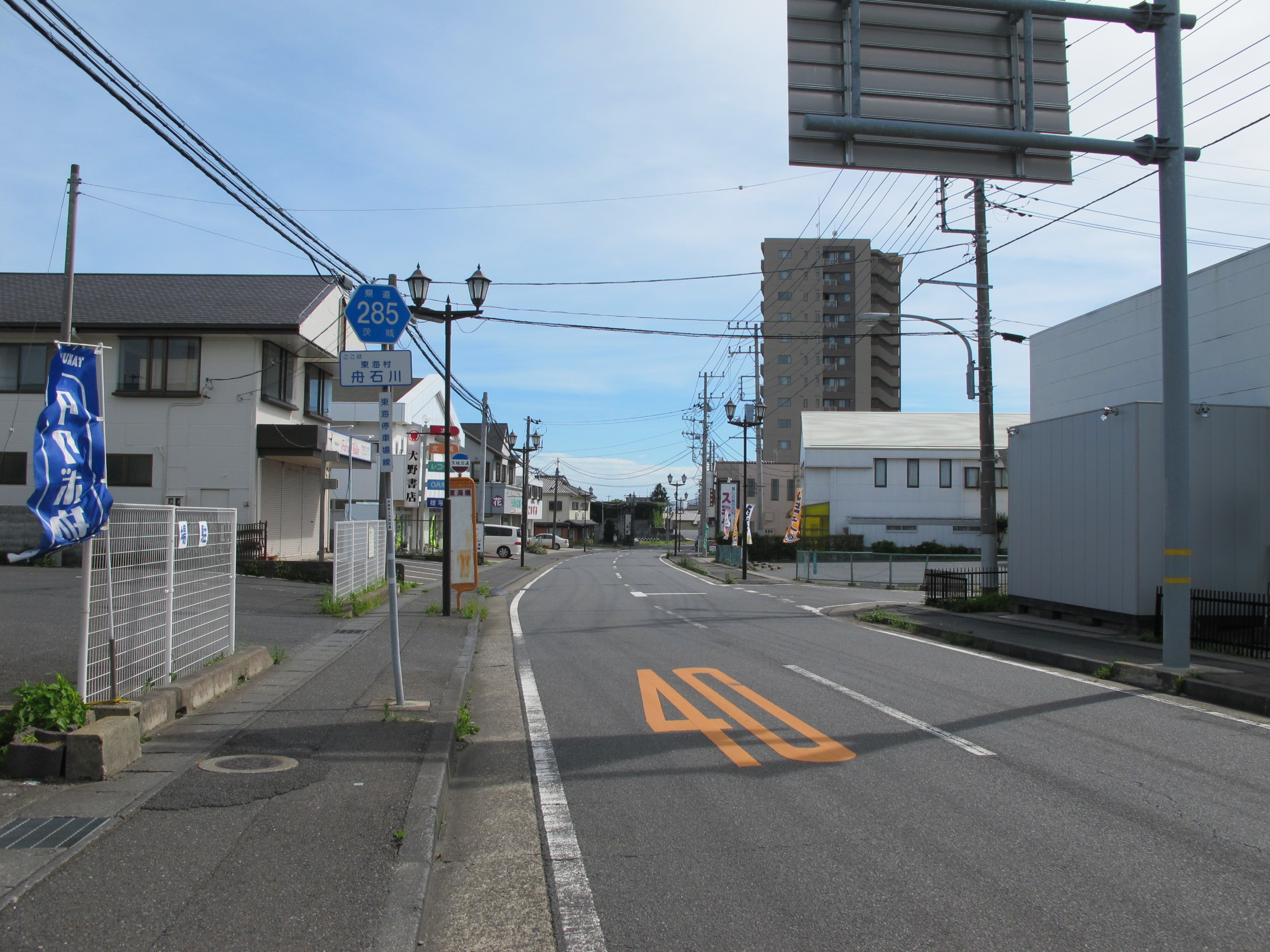
Ruta Prefectural 285 en Funaishikawaekinishi, Tōkai.

El 31 de marzo de 1955 las dos villas se combinaron para formar la villa de Tōkai.

## Geografía
Tōkai limita al este con el Océano Pacífico.
La localidad se encuentra localizada a unos 125 km al noreste de Tokio. 

## Instituto de Investigación

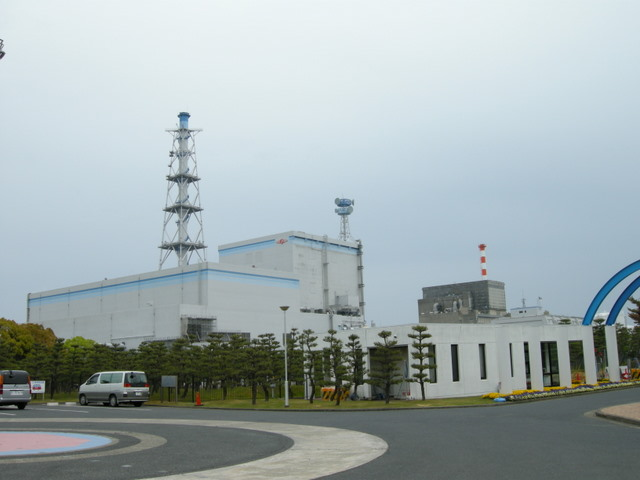
Central nuclear de Tōkai (Tōkai NPP)

La Japan Atomic Energy Agency (JAEA) , junto con otras organizaciones operan una serie de instalaciones de investigación tecnológica nuclear en la población. 
Es destacable, en particular, la Central nuclear de Tōkai (Tōkai Nuclear Power Plant,Tōkai NPP), que se encuentra en Tokai y es operada por la Japan Atomic Power Company.

## Accidentes nucleares de Tōkai-mura
En esta localidad de Tōkai, se produjeron dos accidentes nucleares de considerable importancia. Uno en 1997 y el otro dos años más tarde, en 1999; conocidos como Accidentes de Tōkai-mura.